# 오땡큐

## 방송
- WANNA B (2017) - 9위, 치명상